# Élections régionales de 2005 en Ligurie
Les Élections régionales de 2005 en Ligurie se sont tenues le 3 avril 2005, afin d'élire les 40 membres du conseil régional de la région de Ligurie pour un mandat de cinq ans.

## Système électoral

Région de Ligurie.

La Ligurie est une région italienne à statut simple. Le conseil et son président sont élus simultanément pour des mandats de cinq ans. Ce dernier est élu au scrutin uninominal majoritaire à un tour tandis que 39 sièges de conseillers sont pourvus selon un système mixte.
Pour 31 d'entre eux, le scrutin utilisé est proportionnel plurinominal avec listes ouvertes et répartition des sièges selon la méthode du plus fort reste. Les électeurs ont la possibilité d'effectuer un vote préférentiel pour deux des candidats de la liste pour laquelle ils votent, afin de faire monter leur place dans celle-ci. Le seuil électoral ne s'applique pas pour les listes liées à un candidat à la présidence ayant réuni au moins 5 % des voix. 
À ces sièges s'ajoutent 9 autres qui sont quant à eux pourvus au scrutin majoritaire plurinominal avec listes fermées. Chaque liste inclut son candidat à la présidence, et ces sept sièges sont ainsi attribués en bloc à la liste du candidat vainqueur de la présidence et à celui-ci, donnant au scrutin une tendance majoritaire. 
Enfin, le candidat en tête de liste arrivé à la deuxième place de l'élection pour la présidence est membre à part entière du conseil, ce qui porte le nombre minimum de ses membres à un total de 40.

### Modalités
L'électeur vote sur un même bulletin pour un candidat à la présidence et pour la liste d'un parti. Il a la possibilité d'exprimer ce vote de plusieurs façons.
- Soit voter uniquement pour une liste, auquel cas son vote s'ajoute également à ceux pour le candidat à la présidence soutenu par la liste. Il a également la possibilité d'exprimer un vote préférentiel pour deux candidats de son choix sur la liste en écrivant leurs noms. Il ne doit dans ce cas pas écrire les noms de deux candidats de même sexe, ni un seul nom.

- Soit ne voter que pour un candidat à la présidence, auquel cas son vote n'est pas étendu à sa liste.

- Soit préciser son vote pour un candidat et son vote pour une liste. Contrairement à plusieurs autres régions italiennes, l'électeur peut effectuer un panachage en choisissant un candidat à la présidence et une liste ne faisant pas partie de celles soutenant le candidat choisi[1].

### Répartition des sièges
| Provinces                                      | Sièges | +/-           |  |
| Gênes                                          | 20     |               |  |
| Imperia                                        | 3      | 1             |  |
| La Spezia                                      | 4      | 1             |  |
| Savone                                         | 4      | en stagnation |  |
| Candidats à la présidence et prime majoritaire | 9      | en stagnation |  |
| Total                                          | 40     | en stagnation |  |

## Résultats
|                           |                           |            |            |                      |                                                    |                          |         |         |         |               |               |       |  |  |
| Présidence                | Présidence                | Présidence | Présidence | Présidence           | Conseil                                            | Conseil                  | Conseil | Conseil | Conseil | Conseil       | Conseil       | Total |  |  |
| Candidats                 | Candidats                 | Votes      | %          | Élus                 | Partis                                             | Partis                   | Votes   | %       | +/-     | Sièges        | +/-           | Total |  |  |
|                           | Claudio Burlando (DS)     | 491 545    | 52,64      | 8                    |                                                    | L’Olivier (DS-DL-SDI)    | 279 727 | 34,35   | 0,92    | 12            | en stagnation |       |  |  |
|                           | Claudio Burlando (DS)     | 491 545    | 52,64      | 8                    | Parti de la refondation communiste (PRC)           | 53 626                   | 6,59    | 0,06    | 2       | en stagnation |               |       |  |  |
|                           | Claudio Burlando (DS)     | 491 545    | 52,64      | 8                    | Peuple de la Ligurie                               | 35 831                   | 4,40    | Nv.     | 1       | 1             |               |       |  |  |
|                           | Claudio Burlando (DS)     | 491 545    | 52,64      | 8                    | Parti des communistes italiens (PdCI)              | 21 877                   | 2,69    | 0,82    | 1       | 1             |               |       |  |  |
|                           | Claudio Burlando (DS)     | 491 545    | 52,64      | 8                    | Fédération des Verts (FdV)                         | 16 089                   | 1,98    | 0,12    | 1       | en stagnation |               |       |  |  |
|                           | Claudio Burlando (DS)     | 491 545    | 52,64      | 8                    | Italie des valeurs (IdV)                           | 10 611                   | 1,30    | Nv.     | 1       | 1             |               |       |  |  |
|                           | Claudio Burlando (DS)     | 491 545    | 52,64      | 8                    | Union des démocrates pour l'Europe (UDEUR)         | 7 707                    | 0,95    | N/A     | —       | en stagnation |               |       |  |  |
|                           | Claudio Burlando (DS)     | 491 545    | 52,64      | 8                    | Parti des retraités                                | 6 926                    | 0,85    | 0,12    | —       | en stagnation |               |       |  |  |
|                           | Claudio Burlando (DS)     | 491 545    | 52,64      | 8                    | Les consommateurs                                  | 1 774                    | 0,22    | Nv.     | —       | en stagnation |               |       |  |  |
|                           | Claudio Burlando (DS)     | 491 545    | 52,64      | 8                    | Pacte des libéraux-démocrates (PLD)                | 449                      | 0,06    | Nv.     | —       | en stagnation |               |       |  |  |
| Total L'Union             | Total L'Union             | 491 545    | 52,64      | 8                    | 434 617                                            | 53,37                    | 7,28    | 18      | 3       | 26            |               |       |  |  |
|                           | Sandro Biasotti (FI)      | 434 934    | 46,58      | 1                    |                                                    | Forza Italia (FI)        | 160 305 | 19,69   | 7,58    | 6             | 4             |       |  |  |
|                           | Sandro Biasotti (FI)      | 434 934    | 46,58      | 1                    | Biasotti pour la présidence                        | 71 067                   | 8,73    | Nv.     | 3       | 3             |               |       |  |  |
|                           | Sandro Biasotti (FI)      | 434 934    | 46,58      | 1                    | Alliance nationale (AN)                            | 58 221                   | 7,15    | 3,09    | 2       | 1             |               |       |  |  |
|                           | Sandro Biasotti (FI)      | 434 934    | 46,58      | 1                    | Ligue du Nord (LN)                                 | 38 060                   | 4,67    | 0,35    | 1       | en stagnation |               |       |  |  |
|                           | Sandro Biasotti (FI)      | 434 934    | 46,58      | 1                    | Union des démocrates chrétiens et centristes (UDC) | 26 639                   | 3,27    | 1,12    | 1       | en stagnation |               |       |  |  |
|                           | Sandro Biasotti (FI)      | 434 934    | 46,58      | 1                    | Ligurie nouvelle                                   | 5 857                    | 0,72    | 2,11    | —       | 1             |               |       |  |  |
|                           | Sandro Biasotti (FI)      | 434 934    | 46,58      | 1                    | Socialistes et libéraux (NPSI-PLI)                 | 5 745                    | 0,71    | Nv.     | —       | en stagnation |               |       |  |  |
|                           | Sandro Biasotti (FI)      | 434 934    | 46,58      | 1                    | Retraités et invalides - Anima-liste               | 4 495                    | 0,55    | 0,81    | —       | en stagnation |               |       |  |  |
|                           | Sandro Biasotti (FI)      | 434 934    | 46,58      | 1                    | Liste des consommateurs                            | 3 888                    | 0,48    | Nv.     | —       | en stagnation |               |       |  |  |
| Total Maison des libertés | Total Maison des libertés | 434 934    | 46,58      | 1                    | 374 277                                            | 45,96                    | 5,18    | 13      | 3       | 14            |               |       |  |  |
|                           | Angelo Riccobaldi         | 7 313      | 0,78       | —                    |                                                    | Alternative sociale (AS) | 5 441   | 0,67    | Nv.     | —             | en stagnation | 0     |  |  |
|                           |                           |            |            |                      |                                                    |                          |         |         |         |               |               |       |  |  |
| Votes valides             | Votes valides             | 933 792    | 95,30      |                      | Votes valides                                      | Votes valides            | 814 335 | 83,11   |         |               |               |       |  |  |
| Votes blancs et nuls      | Votes blancs et nuls      | 46 060     | 4,70       | Votes blancs et nuls | Votes blancs et nuls                               | 165 517                  | 16,89   |         |         |               |               |       |  |  |
| Total candidats           | Total candidats           | 979 852    | 100        | 9                    | Total partis                                       | Total partis             | 979 852 | 100     | -       | 31            | en stagnation | 40    |  |  |
| Abstentions               | Abstentions               | 427 013    | 30,35      |                      |                                                    |                          |         |         |         |               |               |       |  |  |
| Inscrits/participation    | Inscrits/participation    | 1 406 865  | 69,65      |                      |                                                    |                          |         |         |         |               |               |       |  |  |